# 2017年の航空
2017年の航空（2017ねんのこうくう）では、2017年（平成29年）に起こった航空関係の出来事をまとめる。
2016年の航空 - 2017年の航空 - 2018年の航空

## 出来事

### 1月
- 6日 - （事件） フォートローダーデール・ハリウッド国際空港の手荷物受取所で銃撃事件発生[1]。
- 16日 - （事故） キルギスのビシュケクで貨物機（B747）が着陸に失敗、乗員4人と住人33人が死亡[2]。
- 23日 - （就航） 全日空がエアバスA320neoの初号機を上海線で就航[3]。
- 28日 - （就航） 春秋航空日本が東京～ハルビン、天津線に就航[4]。

### 2月
- 6日 - （就航） 無着陸の最長飛行距離（1万4535キロ,16時間23分）となるカタール航空のドーハ～オークランド便が就航[5]。

### 3月
- 20日 - （就航） オーロラ航空が、東京（成田）～ウラジオストク線を週3便で就航。[6]。
- 21日 - （トラブル） フランス時間19時頃、パリ＝シャルル・ド・ゴール空港発東京国際空港行き日本航空機が、離陸はしなかったものの定員超過で出発。タキシング中に乗客の1人が「自分の席がない」などと客室乗務員に話したことで発覚した。日本航空は「搭乗券の二重発行や搭乗手続きの確認ミスが重なった」としている[7]。
- 28日 - （事故） ペルビアン航空112便着陸失敗事故

### 4月
- 1日 - （人事異動） ANAの新社長に平子祐志が就任。[8]。
- 13日 - （事故） 2017年レソト国防軍ヘリコプター墜落事故
- 28日 - （就航） S7航空が関西～ウラジオストク線を週2便で就航。[9]。

### 5月
- 5日 - 中国商用飛機のジェット旅客機C919が浦東国際空港で初飛行[10]。
- 28日 - イルクートのMC-21-300が初飛行[11]。
- 31日 - 承徳普寧空港(zh:承德普宁机场、河北省)が開港[12]。

### 6月
- 1日 - （トラブル）演習のために米国・アラスカ州に向かっていた大韓民国空軍のF-16戦闘機が米軍の空中給油支援の際に支障が生じ、午前9時に横田基地に緊急着陸した[13]。
- 7日 - （事故） ミャンマー空軍Y-8墜落事故

### 9月
- 29日 - (新規就航) 　チェジュ航空がソウル/仁川～ウラジオストク線に就航。
- 30日 - （事故） エールフランス66便エンジン爆発事故

### 10月
- 14日 - （事故） 2017年ヴァラン・インターナショナルAn-26墜落事故

### 11月
- 2日 - （就航） - チェジュ航空が、松山～ソウル/仁川線を就航させた。

## 初飛行

### 3月
- 3月29日 – エンブラエル195-E2[14] (PR-ZIJ)
- 3月31日
  - エアバスA319neo[15] (D-AVWA)
  - Antonov/Taqnia An-132[16] (UR-EXK)
  - ボーイング787-10[15] (N528ZC)

### 4月
- 4月13日 – ボーイング737MAX 9[17] (N7379E)

### 5月
- 5月5日 – COMAC C919[18] (B-001A)
- 5月25日 - ロッキード・マーティン LM-100J (N5103D)[19]
- 5月28日 – イルクート MS-21[20] (73051)

### 7月
- 7月5日 - ダッソー ファルコン 5X[21] (F-WFVX)
- 7月18日 - Lancair Mako (N580L)[22]

### 8月
- 8月16日 - インドネシアン・エアロスペース N-219[23] (PK-XDT)

### 10月
- 11月11日 - スケールド・コンポジッツ401[24]
- 11月19日 - エアバスA330neo-900[25]

### 12月
- 12月18日 - ベル V-280 Valor[26]
- 12月24日 – AVIC AG600.[27]